# A Haunting in Venice
A Haunting in Venice (engl. für „Ein Spuk in Venedig“) ist ein US-amerikanischer Mysterythriller von Regisseur Kenneth Branagh, der auf dem Kriminalroman Die Schneewittchen-Party von Agatha Christie basiert. Es handelt sich nach Mord im Orient Express (2017) und Tod auf dem Nil (2022) um die dritte Agatha-Christie-Verfilmung von Branagh, der erneut auch die Rolle des ermittelnden Detektivs Hercule Poirot übernahm. Der Film kam am 14. September 2023 in die deutschen und am darauffolgenden Tag in die US-amerikanischen Kinos.

## Handlung
Zwei Jahre nach Ende des Zweiten Weltkriegs lebt Hercule Poirot zurückgezogen in Venedig. Um sich im Ruhestand vor der Presse und aufdringlichen Klienten zu schützen, hat sich der Meisterdetektiv den ehemaligen Polizeibeamten Vitale Portfoglio als Leibwächter zugelegt. Trotzdem wird er an Halloween von der befreundeten Buchautorin Ariadne Oliver kontaktiert, die Poirot durch ihre Kriminalromane einst zu großem Ruhm verhalf. Ariadne erzählt dem Meisterdetektiv vom Medium Joyce Reynolds, die sie für eine Schwindlerin hält, deren Geheimnisse und Tricks sie allerdings nicht entlarven kann. Der streng rationale Poirot erklärt sich daraufhin bereit, bei der Überführung von Reynolds zu helfen, die am Abend in einem lokalen Palazzo eine Séance abhalten soll.
Gemeinsam mit Ariadne Oliver und Vitale Portfoglio begibt sich Hercule Poirot bei Einbruch der Dunkelheit so zum Anwesen der Opernsängerin Rowena Drake, die in ihrem Palazzo eine jährliche Halloween-Party für Waisen abhält. Ebensolche Kinder kamen einer Legende zufolge mehrere Jahrhunderte zuvor auf dem Anwesen ums Leben, weshalb ihre Seelen seit jeher in den alten Mauern des Schlosses spuken sollen. Nachdem alle Gäste gegangen sind, erscheint Joyce Reynolds und beginnt mit ihrer Séance, um so mit Rowenas verstorbener Tochter Alicia zu kommunizieren. Als Hercule Poirot das anfängliche Treiben jedoch schon bald als Inszenierung mit den Gehilfen Desdemona und Nicholas Holland entlarvt, scheint Reynolds wahrhafte Visionen von Alicias Tod zu haben. Diese wurde im Jahr zuvor durch das Spukhaus vermeintlich in den Wahnsinn getrieben und nahm sich durch einen Sprung vom Balkon das Leben.
Nach Ende der Séance überlebt Poirot nur knapp einen Mordanschlag, ehe Reynolds gegen Mitternacht von der Loggia stürzt und auf einer Statue aufgespießt wird. Da der Meisterdetektiv Fremdeinwirkung vermutet, verriegelt er alle Ausgänge des Palazzo und beginnt mit der Befragung der Anwesenden. Unterstützung bekommt er dabei von der aufgeschlossenen Ariadne, während Vitale Fluchtversuche der Verdächtigen verhindern soll. Zu den Anwesenden zählt Rowenas Haushälterin Olga Seminoff, die als streng gläubige Frau das Treiben von Reynolds missbilligte; ihr Hausarzt Dr. Leslie Ferrier, der als Kriegsversehrter unter Psychosen leidet, trotzdem aber im Vorjahr die Behandlung von Alicia übernommen hatte; Leslies aufgeweckter Sohn Leopold, der nach Eigenaussage ebenfalls mit den Seelen der verstorbenen Waisenkinder kommunizieren kann; und Alicias Ex-Verlobter Maxime Gerard, der den Ruf eines geldgierigen Mannes hat.
Im Zuge der Befragungen kristallisieren sich Olga aufgrund ihrer ablehnenden Haltung gegenüber Medien und die Reynolds-Gehilfen Desdemona und Nicholas als Tatverdächtige heraus, die beide Geld von ihrer Arbeitgeberin zur Finanzierung einer Auswanderung nach Missouri gestohlen haben. Poirot deckt außerdem auf, dass Ariadne mit Reynolds unter einer Decke steckte, den Meisterdetektiv für den Fall begeistern und so Stoff für einen neuen Kriminalroman bekommen wollte. Den Mord am Medium bestreiten jedoch alle; ebenso scheint es keine Verdächtigen zu geben, als Dr. Leslie Ferrier in einem verschlossenen Zimmer erstochen wird.
Als die restlichen Anwesenden den Palazzo aus der Angst heraus verlassen wollen, das nächste Opfer zu sein, löst Poirot den Fall auf. Wie sich herausstellt, hat Rowena ihre eigene Tochter mit halluzinogenem Honig in den Wahnsinn getrieben, um so eine Hochzeit mit Maxime zu verhindern und die Kontrolle über die Tochter zu behalten. Die Haushälterin Olga verabreichte Alicia eines Tages unwissentlich eine Überdosis, was zum Tod durch Herzstillstand führte. Rowena vertuschte ihre Tat anschließend mit einem inszenierten Suizid, erhielt später jedoch eine Lösegeldforderung von einer unbekannten Person, die über die Wahrheit informiert war. Mit der Vermutung im Hinterkopf, dass es sich bei dem Erpresser entweder um das Medium Joyce Reynolds oder den Hausarzt Leslie Ferrier handeln muss, brachte sie beide um. Rowena trieb Leslie dabei mit der Androhung körperlicher Gewalt gegen seinen Sohn Leopold in den Selbstmord; ebenso war die Opernsängerin für den Mordanschlag auf Poirot verantwortlich, den sie in der Nacht aufgrund seiner Kostümierung für Reynolds hielt.
Rowena bestreitet die Vorwürfe vehement und stürzt in ihrer Hysterie vom Balkon in den Tod. Die drei Leichen werden am nächsten Tag von der Polizei abgeholt, ehe Poirot den jungen Leopold als wahren Verfasser der Erpresserbriefe entlarvt. Der Sohn des Hausarztes und gute Freund von Alicia hatte alle Fakten kombiniert und seine Vermutung im Anschluss bestätigt. Mit dem Geld hilft er Desdemona und Nicholas bei der Finanzierung ihrer Amerika-Auswanderung, ehe er sich in Olgas Obhut begibt. Poirot entscheidet sich derweil dafür, wieder neue Fälle anzunehmen.

## Produktion

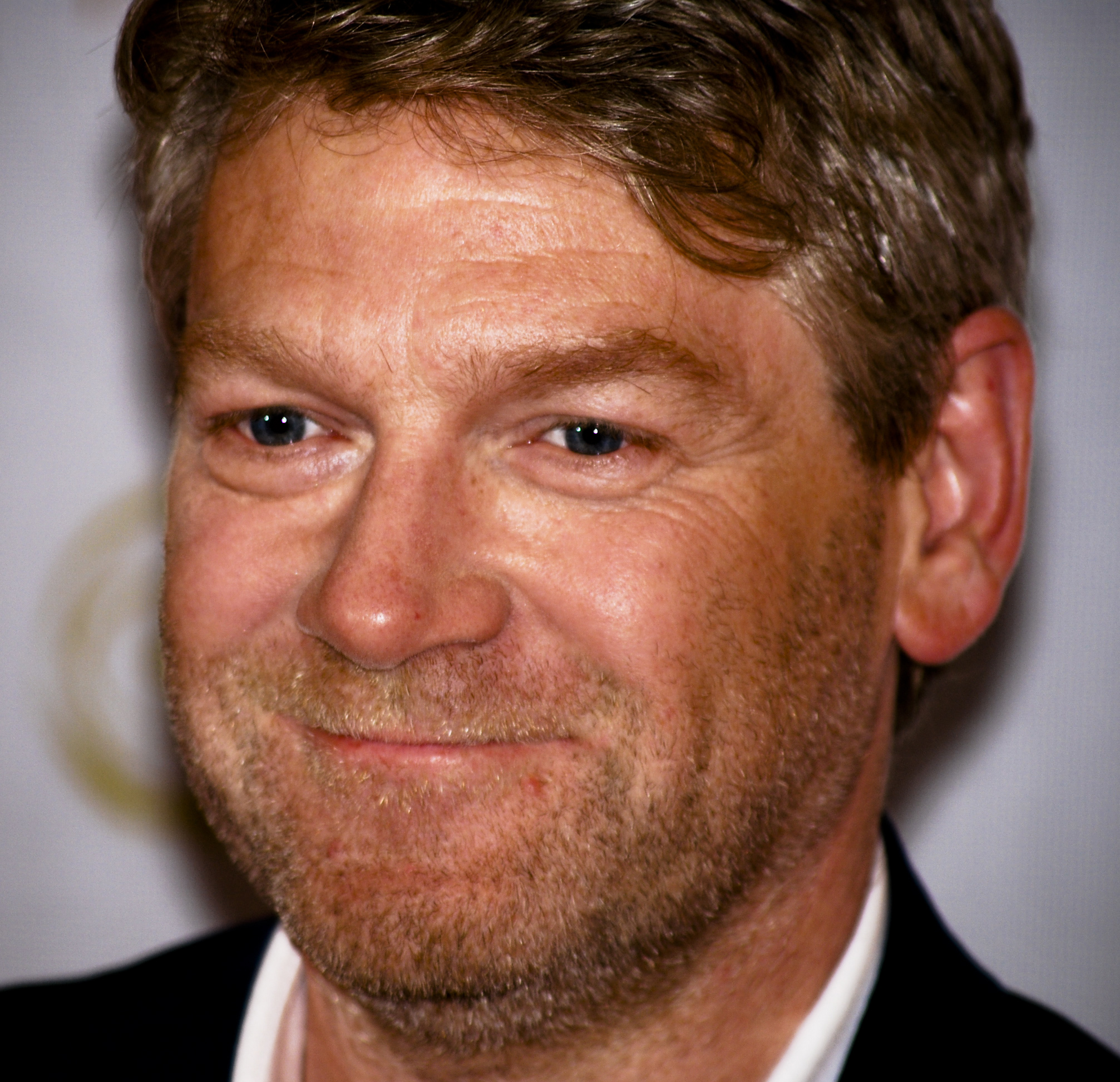
Regisseur und Hauptdarsteller Kenneth Branagh

Bereits kurz nach der Veröffentlichung von Mord im Orient Express bekundete Regisseur Kenneth Branagh sein Interesse, auch über Tod auf dem Nil hinaus weitere Romane, Kurzgeschichten und Theaterstücke von Autorin Agatha Christie zu adaptieren und so ein eigenes Filmuniversum zu erschaffen. Daraufhin kamen erste Berichte über Arbeiten an einem dritten Hercule-Poirot-Film im Oktober 2020 auf. Nach der Veröffentlichung von Tod auf dem Nil gab 20th-Century-Studios-Präsident Steve Asbell im März 2022 bekannt, dass Autor Michael Green bereits ein Drehbuch basierend auf einem der weniger bekannten Romane von Christie fertiggestellt habe. Branagh werde beim im Nachkriegs-Venedig spielenden Film erneut Regie führen; die Fortsetzung weise im Vergleich zu den beiden Vorgängerfilmen allerdings einen Genre- und Tonwechsel vor.
Im Oktober 2022 wurde seitens 20th Century Studios verkündet, dass es sich bei der Fortsetzung um eine Adaption des Agatha-Christie-Romans Die Schneewittchen-Party mit dem Titel A Haunting In Venice handele. Der Handlungsort wurde von Drehbuchautor Green von London nach Venedig verlagert, da die mystische Stadt eine natürliche Grundlage für eine gruselige Atmosphäre biete. In dem übernatürlichen Thriller sind Kyle Allen, Camille Cottin, Jamie Dornan, Tina Fey, Jude Hill, Kelly Reilly, Riccardo Scamarcio, Michelle Yeoh, Emma Laird und Ali Khan zu sehen. Als Produzenten waren Ridley Scott, Simon Kinberg, Mark Gordon und Judy Hofflund tätig, während Louise Killin und James Prichard als Executive Producer fungierten.

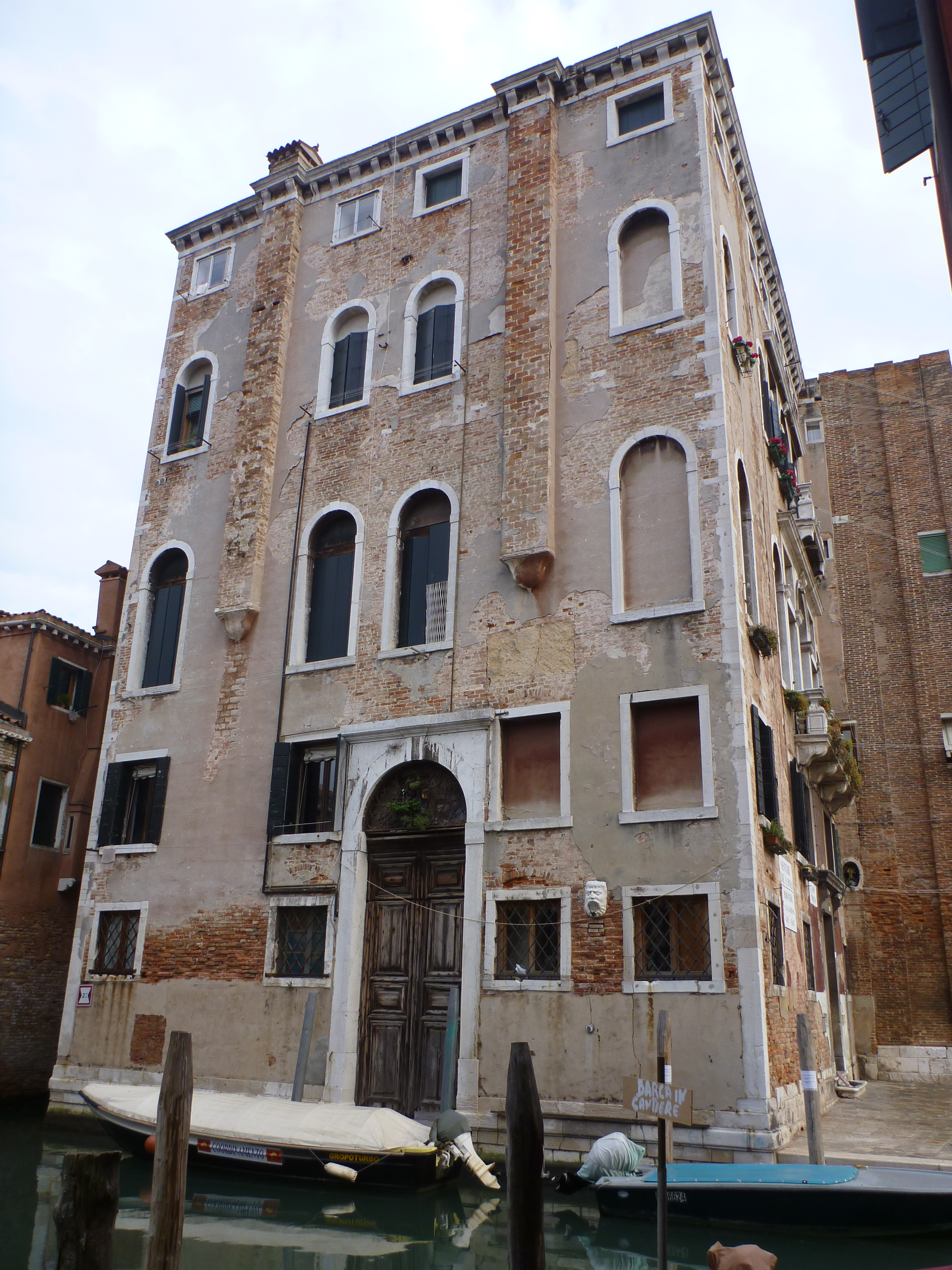
Der Palazzo Grioni diente als Vorbild für das im Film gezeigte Spukhaus.

Die Filmaufnahmen mit Kameramann Haris Zambarloukos begannen am 31. Oktober 2022 in den Pinewood Studios nahe London. Ende 2022 wurde die Produktion nach Venedig verlagert, wo man unter anderem auf dem Canal Grande, an der Seufzerbrücke, auf dem Markusplatz, an der Kirche San Samuele und auf der Insel San Giorgio Maggiore drehte. Auch die Paläste Contarini del Bovolo, Malipiero, Grimani, Pisani a Santo Stefano und der Dogenpalast dienten als Kulisse. Das zentrale Spukhaus wurde hingegen nach Vorbild des Palazzo Grioni in den Pinewood Studios errichtet, wobei Szenenbildner John Paul Kelly die Inneneinrichtung als ein „Labyrinth der Verwirrung“ konzipierte. Die Produktion fertigte für Luftaufnahmen außerdem ein Miniaturmodell des Palasts samt Umgebung an, während in den Filmstudios in Wassertanks ebenso die Kulisse eines Kanals errichtet wurde, auf dem echte Gondeln fahren konnten. Das Budget betrug rund 60 Millionen US-Dollar.
Die Filmmusik komponierte die Oscarpreisträgerin Hildur Guðnadóttir. Die Isländerin wollte dabei mit einem eher intimen Score insbesondere Hercule Poirots inneren Konflikt hervorheben und durch vergleichsweise leise Melodien die Spannung erhöhen. Guðnadóttir setze dafür auf eine atonale, von Zufälligkeit und neuen Spieltechniken geprägte Musik der Nachkriegszeit, während in Rückblenden eher ausdrucksstärkere, romantische Melodien zum Einsatz kamen. Für die vereinzelten Horrorelemente kamen vor allem Blasinstrumente wie „schreiende“ Klarinetten zum Einsatz. Das aus zehn Musikstücken bestehende Soundtrack-Album wurde am 15. September 2023 bei Hollywood Records veröffentlicht.
Ein erster Trailer zum Film wurde am 26. April 2023 im Rahmen der CinemaCon veröffentlicht; ein zweiter folgte am 19. Juli 2023. A Haunting in Venice kam am 14. September 2023 in die deutschen und am darauffolgenden Tag in die US-amerikanischen Kinos. Der digitale Heimkinostart erfolgte in den Vereinigten Staaten am 31. Oktober 2023, ehe der Film am 28. November auch auf DVD und Blu-ray erschien.

## Synchronisation
Die deutsche Synchronisation entstand nach einem Dialogbuch und unter der Dialogregie von Axel Malzacher bei FFS Film- & Fernseh-Synchron.
| Rolle              | Darsteller         | Synchronsprecher    |
| ------------------ | ------------------ | ------------------- |
| Hercule Poirot     | Kenneth Branagh    | Martin Umbach       |
| Ariadne Oliver     | Tina Fey           | Sabine Arnhold      |
| Rowena Drake       | Kelly Reilly       | Manja Doering       |
| Joyce Reynolds     | Michelle Yeoh      | Arianne Borbach     |
| Vitale Portfoglio  | Riccardo Scamarcio | Gianluca Vallero    |
| Dr. Leslie Ferrier | Jamie Dornan       | Johannes Raspe      |
| Leopold Ferrier    | Jude Hill          | Paul Kirchner       |
| Olga Seminoff      | Camille Cottin     | Katharina Spiering  |
| Maxime Gerard      | Kyle Allen         | Konrad Bösherz      |
| Desdemona Holland  | Emma Laird         | Sophie Lechtenbrink |
| Nicholas Holland   | Ali Khan           | Marco Eßer          |

## Rezeption

### Altersfreigabe
In den Vereinigten Staaten erhielt A Haunting in Venice von der MPA aufgrund der Sprache, einigen verstörenden Bildern und der Thematik ein PG-13-Rating. In Deutschland vergab die FSK eine Freigabe ab 12 Jahren. In der Freigabebegründung heißt es, im Rahmen der Detektivgeschichte mit stilisierten Figuren spiele der Film mit Gothic-Horror-Motiven und gruseligen Passagen. Diese Elemente seien aber schlüssig in die Handlung eingebettet und nicht ausgespielt, während sich der Fall überwiegend ruhig inszeniere und dialogorientiert entfalte. Das historische und über weite Strecken kammerspielartige Setting sowie positive Leitfiguren würden ebenfalls dazu beitragen, dass sich Jugendliche von den düsteren Aspekten distanzieren und das Geschehen eigenständig reflektieren könnten.

### Kritiken
Die Kritiken zum Film waren überwiegend positiv. Auf Rotten Tomatoes konnte A Haunting in Venice 76 % der 291 dort gelisteten Kritiker überzeugen und erhielt dabei eine durchschnittliche Bewertung von 6,5 von 10 Punkten. Als zusammenfassendes Fazit zieht die Seite, passend zu Halloween erhalte Hercule Poirot einen gruseligen Anstrich und ermittle in einem eher wenig fordernden Fall, der jedoch durch raffinierte Bilder und eine Starbesetzung aufgewertet werde. Bei Metacritic erhielt der Film basierend auf 52 Kritiken einen Metascore von 63 von 100 möglichen Punkten. Damit ist A Haunting in Venice der bestbewertete Film aus Kenneth Branaghs Poirot-Reihe.

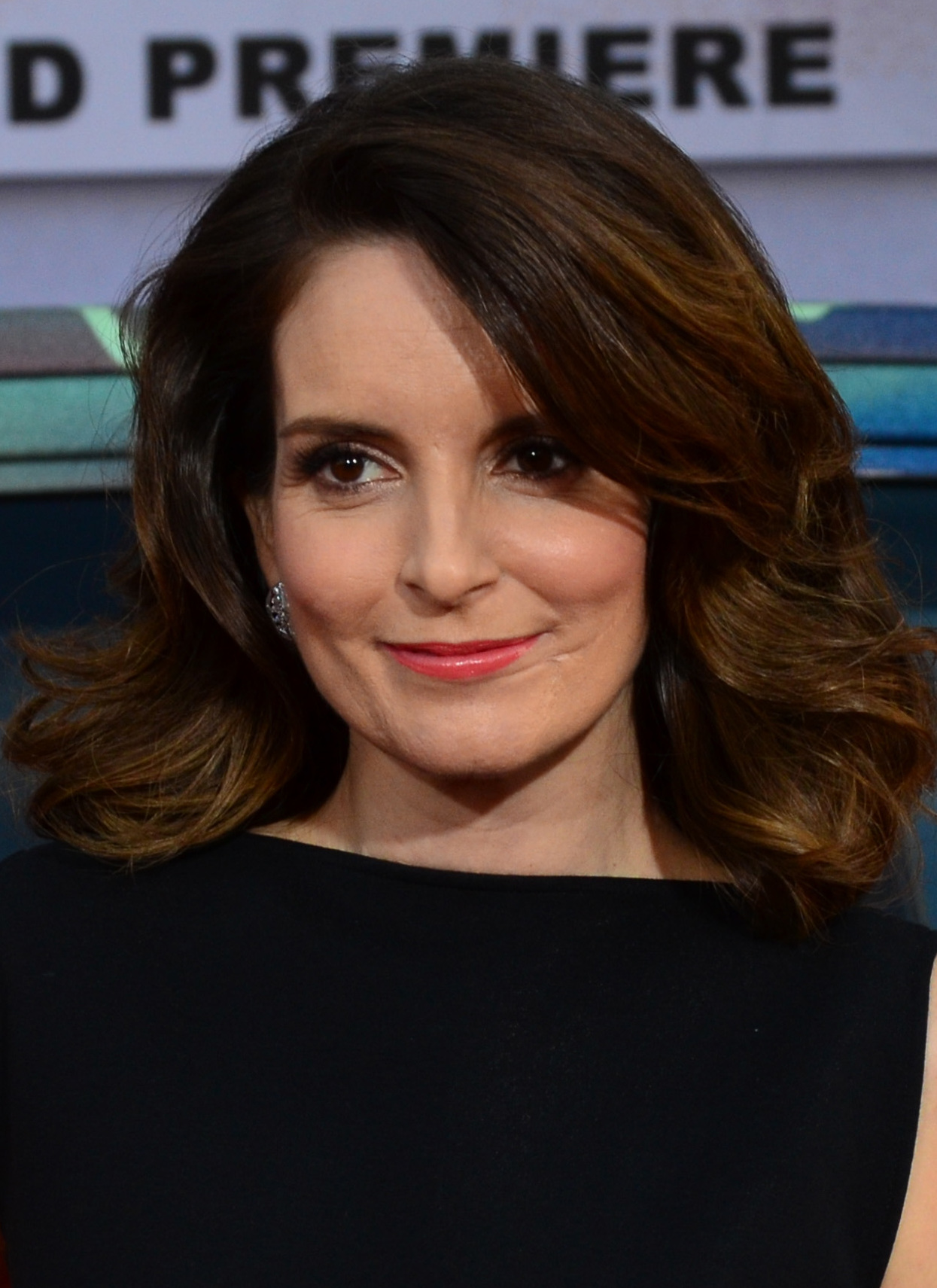
Tina Fey wurde für ihre Verkörperung der Kriminalautorin Ariadne Oliver mehrheitlich gelobt.

Zu einem positiven Urteil gelangt Todd Gilchrist von Variety, der anerkennend hervorhebt, dass A Haunting in Venice mal wieder ein recht selten gewordener, unterhaltsamer Film für ein erwachseneres Publikum ohne Superhelden sei. Regisseur und Hauptdarsteller Kenneth Branagh gelinge dabei eine gute Mischung aus Arthouse, Blockbuster und Genrefilm, in der die klassische Detektivgeschichte und übernatürliche Elemente mit einer angemessenen Theatralik vereint werden würden. Kluge Wendungen könnten den Film dabei vom altbekannten Whodunit abheben und in eine Gothic-Horror-Richtung lenken, was durch die Kameraarbeit von Haris Zambarloukos, der insbesondere das Ambiente samt des subjektiven Schreckens hervorhebe und so immer wieder das Gefühl von etwas Unheimlichen erzeuge, nur noch verstärkt werde. Die Besetzung sei im Vergleich zu den beiden Vorgängerfilmen diesmal weniger prestigeträchtig, aber den Umständen entsprechend gut ausgewählt. Insbesondere die Rolle von Tina Fey wirke der Schauspielerin dabei wie auf den Leib geschneidert, während auch Michelle Yeoh in ihrer nur begrenzten Leinwandzeit zwischen Emphatin und Scharlatan wandle. Die Geschichte wirke gleichzeitig vorherbestimmt und etwas altbacken, werden von Branagh aber gleichermaßen gruselig wie stilvoll inszeniert. So sei A Haunting in Venice insgesamt zwar kein Werk mit sonderlich viel Tiefgang, aber ein größtenteils zufriedenstellender Detektivfilm.
Maureen Lee Lenker urteilt in ihrer Filmkritik für Entertainment Weekly, dass der Genre- und Tonwechsel Wunder für Kenneth Branaghs Hercule-Poirot-Filme wirke und A Haunting in Venice so über die solide, aber auch etwas langweilige Unterhaltung der ersten beiden Teile hinaushebe. Wo in Mord im Orient Express und Tod auf dem Nil noch die Opulenz der Schauplätze im Vordergrund stand, tauche der Zuschauer diesmal in eine beunruhigende Welt ein, in der der zentrale Konflikt zwischen Logik und menschlichen Schwächen wie Gier, Verlust und Besessenheit bestehe. Durch eine einfallsreiche Kameraarbeit von Haris Zambarloukos werde dabei der verwirrte Geisteszustand des Protagonisten hervorgehoben und die künstlerischen Departments würde das Gefühl des Übernatürlichen in allen Belangen nur noch weiter verstärken. Der Film sei so im Ergebnis erfinderisch, überraschend und fesselnd, hätte keine lästige Hintergrundgeschichten und auch Hauptdarsteller Branagh begegne Poirot nun mit einer angemessenen Zuneigung und Lebendigkeit. So mache A Haunting in Venice Spaß und hätte jede Menge Atmosphäre zu bieten.
Deutlich kritischer zeigt sich Christian Zilko von IndieWire, für den auch übernatürliche Wendungen Branaghs lethargischen Hercule Poirot keine neue Energie verleihen könnten. Zwar habe A Haunting in Venice mit einer hochkarätigen Besetzung und einem Rätsel in einer der schönsten Städte Europas alle Komponenten eines großen Krimis, doch niemand scheine wirklich Spaß zu haben. Michelle Yeoh übernehme zwar lobenswerte Anstrengungen, eine dreidimensionale Femme fatale zu erschaffen, doch die restliche Besetzung scheine in einem Melodram ohne Spannung festzustecken. Daneben würde auch der Schatten der Knives-Out-Reihe dem vergleichsweise spießigen Film im Wege stehen. Wo Regisseur Rian Johnson erzählerische Grenzen überschreite, aufzeige, wie viel Neuland innerhalb des Genres erkundet werden könne und den Zuschauer zum Nachdenken und Lachen bringe, bewege sich Branagh weiterhin im überholten Rahmen der klassischen Detektivgeschichte. Seine Liebe zum literarischen Ausgangsmaterial sei dabei zwar erkennbar, doch es fehle am Charme älterer Poirot-Verfilmungen.
Ein enttäuschtes Fazit zieht auch Walli Müller vom NDR, die A Haunting in Venice als „blutleere[n] Agatha-Christie-Krimi“ bezeichnet. Als Zuschauer möchte man sich auf den Spuk zwar gerne einlassen und als Architekturfilm sei die Fortsetzung auch wirklich gelungen, als Thriller funktioniere A Haunting in Venice jedoch nicht wirklich. Der Mysterykrimi setze dabei eher auf eine gespenstische Atmosphäre als auf raffinierte Story-Wendungen, Dialoge wären lahm und lahmer und Hercule Poirot schwadroniere mehr, als zu kombinieren. Positiv sei immerhin, dass die Geschichte weitestgehend unverbraucht sei und der Zuschauer die Auflösung nicht schon vor dem Kinobesuch kenne. Dass der Stoff zugrundeliegende Roman bisher aber auch nur einmal verfilmt wurde, liege daran, dass Die Schneewittchen-Party nicht zu Christies stärksten Krimis zähle.

### Einspielergebnis
Am Eröffnungswochenende belegte A Haunting in Venice mit einem Einspielergebnis von rund 14,5 Millionen US-Dollar den zweiten Platz der US-amerikanischen Kino-Charts, womit er geringfügig erfolgreicher als der Vorgängerfilm Tod auf dem Nil startete. International verzeichnete der Mysterythriller im selben Zeitraum Einnahmen in Höhe von 22,7 Millionen US-Dollar und erreichte unter anderem im Vereinigten Königreich, in Spanien und in Italien die Spitzenposition der Kino-Charts. In Deutschland musste sich A Haunting in Venice mit rund 77.500 Besuchern hingegen dem Actionthriller The Equalizer 3 – The Final Chapter geschlagen geben. Die weltweiten Einnahmen aus Kinovorführungen belaufen sich auf 122,3 Millionen US-Dollar, von denen der Film allein 42,5 Millionen im nordamerikanischen Raum erwirtschaften konnte. Damit handelt es sich um den finanziell am wenigsten erfolgreichen Teil innerhalb von Kenneth Branaghs Hercule-Poirot-Reihe. In Deutschland verzeichnete A Haunting in Venice insgesamt 431.322 Kinobesucher.

### Auszeichnungen
British Film Designers Guild Awards 2024
- Auszeichnung für das Beste Szenenbild in einem Blockbuster-Historienfilm (John Paul Kelly, Peter Russell & Celia Bobak)[34]

Hollywood Music in Media Awards 2023
- Auszeichnung für die Beste Filmmusik in einem Horrorfilm oder Thriller (Hildur Guðnadóttir)[35]

Irish Film & Television Awards 2024
- Nominierung für das Beste Szenenbild (John Paul Kelly)[36]